# Our House (canción de CSNY)

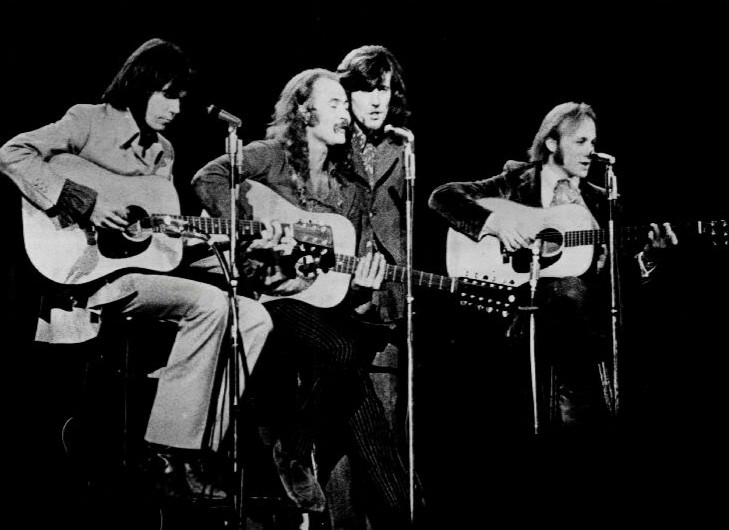
Crosby, Stills, Nash & Young en 1970

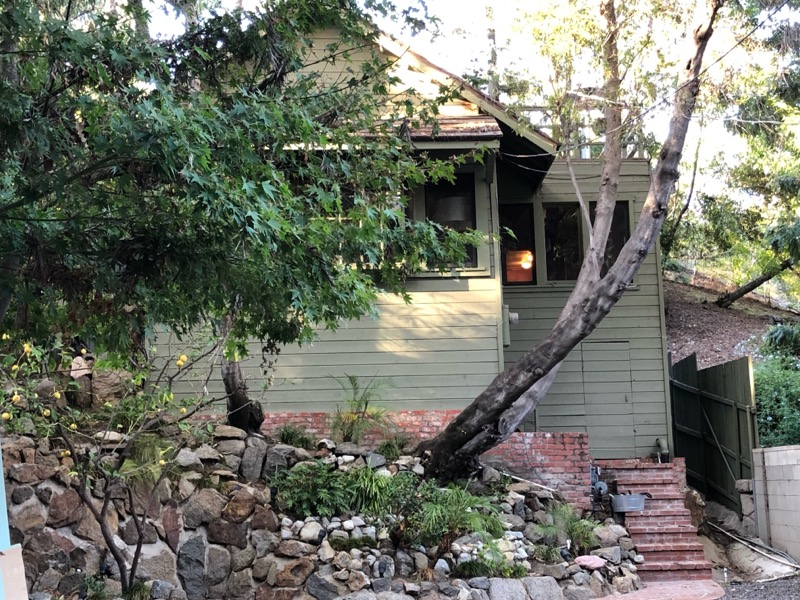
8217 Lookout Mountain Avenue, Laurel Canyon. Casa de Joni Mitchell entre 1969 y 1974. Foto tomada en 2022

«Our House» es una canción escrita por el cantautor británico Graham Nash y grabada por Crosby, Stills, Nash & Young en su álbum Déjà Vu (1970). El sencillo alcanzó el puesto número 30 en el Billboard Hot 100 de Estados Unidos y el número 20 en el Cash Box Top 100.  La canción, «una oda a la felicidad doméstica contracultural», fue escrita mientras Nash vivía con Joni Mitchell, grabando tanto Crosby, Stills & Nash como Déjà Vu.

## Orígenes
La canción se originó a partir de un evento doméstico que tuvo lugar mientras Graham Nash vivía con Joni Mitchell (y sus dos gatos)) en su casa en Laurel Canyon, Los Ángeles, después de que habían salido a desayunar y habían comprado un viejo jarrón en Ventura Boulevard.  Nash escribió la canción en una hora, en el piano de Mitchell.
En octubre de 2013, en una entrevista con Terry Gross en Fresh Air de NPR , Nash explicó el origen de la canción:

Bueno, es un momento normal. Lo que pasó es que Joni [Mitchell] y yo... no sé si sabes algo sobre Los Ángeles, pero en Ventura Boulevard, en el Valle, hay una tienda de delicatessen muy famosa llamada Art's Deli. Habíamos ido a desayunar allí. Íbamos a subirnos al coche de Joan y pasamos por una tienda de antigüedades. Y estábamos mirando por la ventana, y ella vio un jarrón muy bonito que quería comprar... La convencí de que comprara este jarrón. No era muy caro, y nos lo llevamos a casa.

Era una mañana muy gris, con aguanieve y lluviosa en Los Ángeles. Y llegamos a la casa en Laurel Canyon, entramos por la puerta principal y le dije: ¿Sabes qué? Voy a encender una fogata. ¿Por qué no pones algunas flores en ese jarrón que acabas de comprar? Bueno, ella estaba en el jardín recogiendo flores. Eso significaba que ella no estaba en su piano, pero yo sí... Y una hora después nació 'Our House', de un momento increíblemente ordinario que muchas, muchas personas han experimentado. 

En la misma entrevista, le preguntaron a Nash sobre las armonías vocales en la canción:

Sólo somos David [Crosby], Stephen [Stills], yo y nosotros haciéndolo lo mejor que podíamos. Eso es todo lo que hacemos. Tenemos la suerte de realizar todo lo que queremos hacer musicalmente. Y esos dos tipos son músicos increíbles. Crosby es uno de los músicos más singulares que conozco y Stephen Stills tiene en su música ese aire sudamericano tan blues. Y yo soy ese inglés, tipo Enrique VIII... No debería funcionar, pero de alguna manera funciona.

## Recepción
Cash Box describió la canción como "una balada que resalta la calidad vocal del cuarteto al prácticamente no tener impulso rítmico" y destacó la "interpretación cristalina" de la canción. Record World la llamó el "próximo éxito lógico" de CSN&Y.

## Vídeo musical
Dirigido y animado por Jeff Scher, un video musical oficial de esta canción se publicó en el canal oficial de YouTube de CSNY el 9 de junio de 2021.

## Legado
Hace tiempo Graham Nash que estaba "aburrido de 'Our House' al día siguiente de grabarla", pero la toca de vez en cuando "porque significa mucho para mucha gente". Se la elogia por su "inocente elegancia", aunque Barney Hoskyns la denominó una "canción trillada" y se preguntó qué pensaría de ella Neil Young, cuya canción de protesta "Ohio" (sobre la Masacre de la Universidad Estatal de Kent) fue grabada y lanzada por CSNY en junio de 1970: "el viaje desde 'Ohio' de regreso a 'Our House' parecía resumir una falla general de coraje en la escena musical de Los Ángeles".

## Adaptaciones
La canción ha sido versionada por varios artistas, incluidos Helen Reddy, The Onyx, Phantom Planet, Sheena Easton, Kidsongs, Sherry Goffin, Sharon, Lois & Bram, Fareed Haque, Lisa Bernstein y Coco & Clair Clair.
Se utilizó como jingle publicitario para las salchichas de Eckrich en la década de 1980 y para los anuncios de electrodomésticos Sears Kenmore en 1989. También se utilizó en un anuncio de Halifax Building Society en la década de 1990. Apareció como una versión en un comercial de Target de 2013, para su marca "Threshold" para la casa y el hogar. Apple usó una versión de la canción con voz femenina solista y guitarra acústica en el anuncio de video de su campaña navideña de 2024 " Heartstrings " que presenta una nueva función de audífono en sus AirPods Pro 2.
Ha aparecido en varios programas de televisión y películas. Dan Aykroyd canta la canción mientras limpia la casa en una de las escenas iniciales de la película de 1994 My Girl 2. Una parte de la letra de la canción fue dicha en el episodio de Los Simpsons "Bart After Dark" por el reverendo Lovejoy, así como también se reprodujo en el episodio "Milhouse of Sand and Fog", mientras Milhouse sueña despierto. La canción apareció en la quinta temporada de Cómo conocí a vuestra madre en un episodio llamado "Home Wreckers". Fue la canción de cierre del episodio "Marvin Gerard" de The Blacklist, emitido en 2015. Un episodio de Cheers titulado "Dinner at Eight-ish" tuvo a Frasier Crane y Lilith cantándola en honor a su nuevo apartamento, solo para detenerse muy abruptamente cuando Diane intervino. En la cuarta temporada de This is Us, Rebecca, en escenas paralelas con su esposo Jack y su hijo Kevin, visita la antigua casa de Joni Mitchell en Los Ángeles y cuenta la historia de cómo "Our House" llegó a ser una canción. Rebecca, interpretada por Mandy Moore canta parte de la canción, mientras Jack, interpretado por Milo Ventimiglia, le acompaña a regañadientes.
Graham Nash interpretó la canción en el álbum Joni 75: A Birthday Celebration, grabación de un concierto homenaje de varios artistas en Los Ángeles para celebrar el 75 cumpleaños de Joni Mitchell, lanzado en Decca en marzo de 2019 en formato CD y DVD.

## Músicos
- Graham Nash – voz y armonías, piano, clavicordio
- David Crosby – armonías vocales
- Stephen Stills – armonías vocales
- Dallas Taylor – batería
- Greg Reeves – bajo